# تحيز خوارزمي

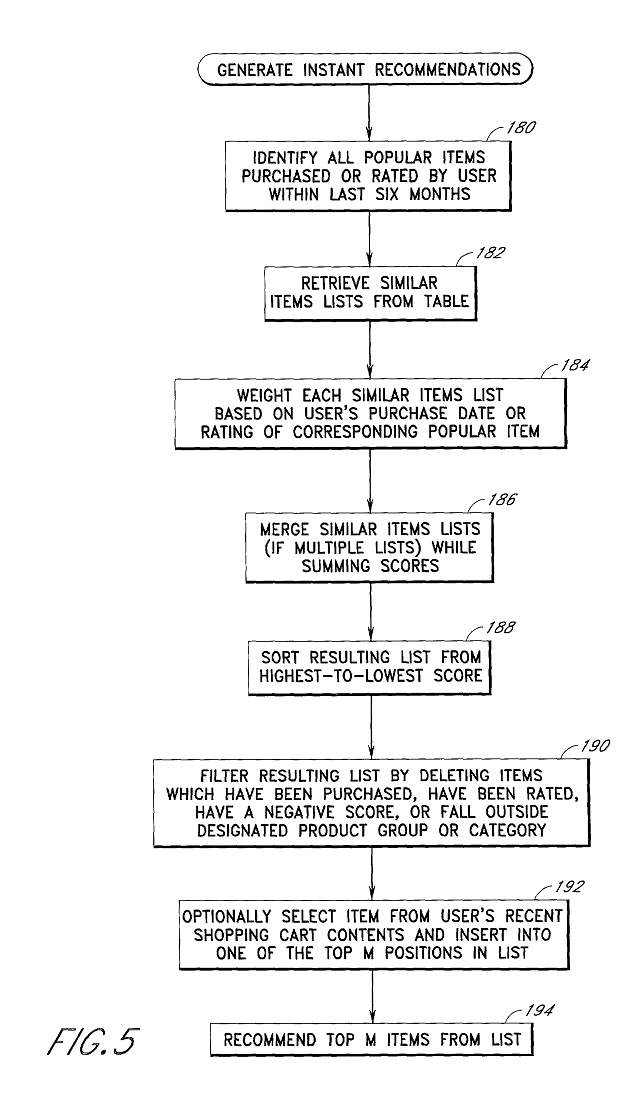

التحيز الخورازمي يصف الأخطاء النظامية والمتكررة في نظم الحاسوب التي تؤدي إلى نتائج غير عادلة، مثل تفضيل مجموعة عشوائية من المستخدمين على المجموعات الأخرى. يمكن أن ينشأ التحيز نتيجة عوامل كثيرة، من بينها تصميم الخوارزمية نفسها، أو الاستخدام غير المتوقع أو غير المقصود أو القرارات المتعلقة بكيفية تكويد وجمع وتحليل واستخدام البيانات التي تدرب الخوارزمية. يمكن العثور على التحيز الخوارزمي في منصات من بينها محركات البحث ومنصات التواصل الاجتماعي، وقد يؤدي هذا التحيز إلى تأثيرات تشمل خروقات خصوصية غير مباشرة أو توكيد تحيزات اجتماعية مرتبطة بالعرق ونوع الجنس والتوجه الجنسي والإثنية. وتهتم دراسات التحيز الخورازمي بالخوارزميات التي تعكس تمييزًا نظاميًّا وغير عادل. وفي الآونة الأخيرة، بدأت الأطر القانونية في التصدي لهذا التحيز الخوارزمي، ومن مثل ذلك تشريع النظام الأوروبي العام لحماية البيانات الصادر في 2018، أيضًا اقترح المشرعون في الولايات المتحدة قانونًا باسم قانون محاسبة الخوازميات يدعو شركات التقنية إلى إزالة التحيزات في خوارزمياتها.